# 3-я Ленинградская стрелковая дивизия народного ополчения (Фрунзенского района)
3-я Ленинградская дивизия народного ополчения — соединение народного ополчения СССР в Великой Отечественной войне.

## История
Дивизия сформирована на основании решения Военного Совета Ленинградской армии народного ополчения от 4 июля 1941 года в основном из рабочих и служащих Фрунзенского, Приморского и Выборгского районов Ленинграда по штату стрелковой дивизии РККА.
1-й Фрунзенский полк формировался из добровольцев Фрунзенского района, на территории института холодильной промышленности. 2-й Приморский полк формировался из добровольцев Приморского района, на территории школ района. 3-й Выборгский полк формировался из добровольцев Выборгского района, на территории Политехнического института. Среди них было более 100 испанцев, эвакуированных в 1937 году. Остальные подразделения дивизии формировались соответственно: артиллерийский полк — на территории Инженерно-экономического института и школы № 322 Архивировано 25 августа 2011 года.; медико-санитарный батальон и сапёрная рота — в школе № 320. В состав сапёрной роты вошли специалисты из Фрунзенского района, а также специалисты запаса из Архангельской области. Штаб дивизии расположился в школе № 320 на улице Правды, 20 Архивировано 25 августа 2011 года..
Приказом командующего Северным фронтом № 014 от 10 июля 1941 года дивизия стала считаться сформированной. 15 июля 1941 года боевым распоряжением № 31 штаба Северного фронта дивизия поступала в распоряжение начальника Южной полосы обороны Ленинграда и направлялась для занятия Красносельского укрепленного сектора. Дивизия была выдвинута в район Петергоф — Красное Село — Пулково, при этом 1-й полк был изъят из состава дивизии и с приданной 122-мм гаубичной батареей был отправлен с Витебского вокзала на станцию Верест Архивировано 25 августа 2011 года., в распоряжение командования Северо-Западного фронта, где действовал в отрыве от основных сил на Лужском направлении.
21 июля 1941 года 1-й Фрунзенский полк был выдвинут на боевые позиции, занимая участок фронта вдоль правого берега реки Луги от совхоза Муравейно Архивировано 25 августа 2011 года. до деревни Лемовжа. Фронт полка был растянут более чем на 27 километров, поэтому оборона была построена из узлов сопротивления, между которыми сохранялись широкие незанятые проходы. Артиллерийскую поддержку полку обеспечивал дивизион из четырёх 122-мм гаубиц.
Первое время активных боестолкновений не велось, боевые действия ограничивались перестрелками с отдельными вражескими патрулями. Натиск на позиции полка усилился с 15 августа 1941 года на правом фланге обороны в районе деревни Лемовжа. Ополченцы стойко держали оборону, но прорыв Лужского рубежа обороны в районе Кингисеппа поставил полк в тяжелое положение. В этих условиях, с 22 августа 1941 года полку была поставлена задача, перенеся правый фланг обороны к станции Верест, фактически прикрывать отступление кадровой 111-й стрелковой дивизии к Красногвардейску.
Катастрофа произошла к вечеру 24 августа 1941 года, когда противник с ходу захватил станцию Верест, а подразделения полка были вынуждены отступить к югу. С этого момента полк фактически находился в окружении, связь между подразделениями могла поддерживаться лишь эпизодически. Выход из окружения подразделений полка осуществлялся отдельными группами в первой половине сентября 1941 года на различных участках фронта от Сусанино до Пушкина. Всего из окружения вышло около 400 человек.
Остальные полки 15 июля 1941 года разместились на линии обороны в Красносельском укрепрайоне и приступили к оборудованию укрепрайона и проведению разведки в районе Ропша — Кипень. Штаб дивизии и части обеспечения располагались в Александровской и Николаевке Архивировано 25 августа 2011 года.. Начиная с 16 июля 1941 года части дивизии занимались боевой подготовкой, подготовкой узлов сопротивления к обороне и разведкой на Волосовском направлении.
25 июля 1941 года боевым распоряжением № 41 штаба Северного фронта 3-я дивизия народного ополчения поступала в распоряжение начальника Южной опергруппы 7-й армии и по железной дороге направлялась на станцию Лодейное Поле. Дивизия была выделена на Олонецкое направление по личному решению командующего Северо-Западным направлением маршала К. Е. Ворошилова.
26 июля 1941 года дивизия в двухполковом составе с артполком (без 1 батареи) и остальными частями убыла для погрузки в эшелоны на железнодорожные станции Петергоф, Красное Село, Гатчина, откуда была переброшена на Олонецкое направление.
27 июля 1941 года 3-я ЛДНО была включена в состав Южной (Олонецкой) оперативной группы генерал-лейтенанта Цветаева Вячеслава Дмитриевича. Войска в течение дня переправлялись по понтонному мосту через Свирь и пешком отправлялись на Олонец. Автотранспортом убыли только артполк, разведрота и батальон 2-го полка.
28 июля 1941 года передовые части прибыли в район Нурмойла Архивировано 25 августа 2011 года.. Вечером артполк и сапёрная рота ополченцев убыли в распоряжение генерала Цветаева и были дислоцированы близ устья реки Тулоксы. В дальнейшем эти подразделения воевали отдельно от основных сил дивизии.
29 июля 1941 года дивизия полностью прибыла и закончила сосредоточение в районе Устьево Архивировано 25 августа 2011 года. (Устье Олонки) — бараки (Нурмойла) — совхоз Ильинский.
1 августа 1941 года 2-й полк выдвинулся из района совхоза Ильинский в направлении Сяндеба через Нурмолицу. 3-й полк начал движение к реке Сяндебке по лесной просеке вдоль Сяндебского болота Архивировано 25 августа 2011 года..
2 августа 1941 года 2-й полк был выдвинут для занятия рубежа Кукшегоры — Сяндеба. Подразделения полка в обход озера Сяндебское внезапно атаковали штаб противника к северу от Сяндебы. Совместными действиями двух полков Сяндеба была окружена. В результате контратаки противника войска вынуждены были отойти за реку Сяндебку.
3 августа 1941 года части дивизии вели бои с противником на реке Тулокса.
4 августа 1941 года части дивизии овладели деревней Сяндеба, связав 1-ю егерскую бригаду и 5-ю пехотную дивизию противника, что позволило значительно улучшить оборонительные позиции 7-й армии.
5-7 августа 1941 года дивизия вела бои в районе севернее Кукшегоры. 2-му полку удалось выбить противника из его укреплений и заставить отходить в северо-западном направлении. 3-й полк занял оборону на участке Сяндеба — Нурмолица, где вёл подготовку опорных пунктов Тенгу-сормяги Архивировано 25 августа 2011 года., Тенгусельга и Серга-ручей Архивировано 25 августа 2011 года..
8-9 августа 1941 года из-за отсутствия поддержки со стороны других сил 7-й армии, а также больших потерь, дивизия была вынуждена вернуться в район Сяндебы.
10 августа 1941 года повторной атакой части дивизии захватили высоту 40,0. Однако уже 11 августа 1941 года части вынуждены были вернуться на прежние позиции, где сдерживали наступление превосходящих финских сил в течение месяца. Противник постоянно наращивал силы на участке обороны ополченцев. К началу сентября превосходство в танках и артиллерии стало 8-ми кратным.
4-5 сентября 1941 года на стыке Олонецкой дивизии и 3-й ЛДНО в районе Теряевой Горы Архивировано 25 августа 2011 года. ударная группировка финнов прорвалась и стала продвигаться на Олонец. Дивизия оказалась в окружении. Она продолжала отбиваться, оттянув на себя значительные неприятельские силы.
6-7 сентября 1941 года дивизия попыталась пробиться к Олонецу от деревни Нурмолицы и соединиться с другими частями, однако противник преградил ей путь на юг и навязал бой, который длился в течение двух дней. Ополченцы направились на восток в район станции Таржеполь Кировской железной дороги.
8 сентября 1941 года дивизия совершила безуспешную попытку соединиться с основными частями армии через Куйтежу.
9 сентября 1941 года основные силы дивизии, совершив лесной марш, вышли к дороге Коткозеро — Мегрозеро в районе Чильмозера Архивировано 25 августа 2011 года..
10 сентября 1941 года дивизия, совершая марш, достигла озера Чилкойламби Архивировано 25 августа 2011 года., 11 сентября 1941 года озера Лигаж Архивировано 25 августа 2011 года., 12 сентября 1941 года высоты 166 Архивировано 25 августа 2011 года. на берегу Хейноручья, 13 сентября 1941 года форсировали реку Важенка и вышли в район Важозера, 14 сентября 1941 года вышли в район высоты 244 Архивировано 25 августа 2011 года., 15 сентября 1941 года вышли в район Нюда Архивировано 25 августа 2011 года..
16 сентября 1941 года дивизия вышла на Кировская железную дорогу между станциями Таржеполь и Ладва, потеряв много личного состава, однако сохранив часть артиллерии и обозы, пройдя за 11 суток около 150 километров по лесным тропам и питаясь подножным кормом.
В это время противник форсировал реку Свирь и перерезал Кировскую железную дорогу в районе станций Токари и Челма.
18 сентября 1941 года дивизия получила приказ наступать на станцию Токари, которая была взята 20 сентября 1941 года. Для усиления дивизии был придан 9-й стрелковый полк и бронепоезд. У станций Токари, Пай, Ревсельга, завязались ожесточённые бои. Финны успели перебросить сюда значительные силы. Одновременно с запада на Таржеполь ударила 7-я пехотная дивизия финнов, которую противник вынужден был повернуть с направления к Лодейному Полю, а с востока, в район Ладвы вышла мобильная группа в составе 1-й егерской бригады с танками. Ополченцам пришлось отойти к станции Ладва-Ветка.
Здесь 24 сентября 1941 года Директивой Генерального штаба, в связи с утерей боевого знамени, 3-я ЛДНО была переименована в 49-ю стрелковую дивизию РККА. Переформирование соединения на новые штаты не произошло вследствие того, что дивизия в полном составе была втянута в бой. Таким образом, несмотря на то, что под этим наименованием дивизия просуществовала более месяца, новое наименование дивизии так и не вошло в официальные списки соединений Красной армии.
25 сентября 1941 года 3-й полк был окружен превосходящими силами финнов на станции Ладва-Ветка и после двухдневных боёв погиб во главе с командиром полка. В это время мобильная группа финнов прорвалась в район Петрозаводска вдоль западного берега Онежского озера. 49-я стрелковая дивизия выдвинула часть своих сил для защиты станции Орзега. К 30 сентября 1941 года дивизия с тяжёлыми боями отошла в лес между Машезером и Петрозаводском. Прорваться в осаждённый город возможности уже не было. 1 октября 1941 года Петрозаводск пал.
2 октября 1941 года 49-я стрелковая дивизия пошла на прорыв из окружения вдоль Кировской железной дороги на юг. В ходе прорыва погиб командир дивизии генерал-майор Судаков. Десять дней дивизия с боями шла через леса и болота, прошла 180 километров по финским тылам и к 13 октября 1941 года вышла к Свири в районе Гришинской Архивировано 25 августа 2011 года.. Здесь финские войска занимали плацдарм на южном берегу Свири, поэтому в ходе переправы дивизия понесла большие потери и была вынуждена разделиться на мелкие группы. До 22 октября 1941 года 49-я стрелковая дивизия отдельными группами переправлялась через Свирь и выходила из окружения юго-восточнее Подпорожья. Из 8,5 тысяч человек 3-й ЛДНО, прибывших в июле 1941 года к Олонцу, из окружения вышло 320 человек.
28 октября 1941 года 49-я стрелковая дивизия была расформирована. Поскольку среди вышедших из окружения большинство составляли бойцы 9-го полка, то остатки дивизии были обращены на формирование 67-й стрелковой дивизии.

## Состав
- 1-й Фрунзенский полк народного ополчения (до 16.07.1941)
- 2-й Приморский полк народного ополчения (с 24.09.1941 — 2-й стрелковый полк)
- 3-й Выборгский полк народного ополчения (с 24.09.1941 — 3-й стрелковый полк)
- 9-й стрелковый полк (с 24.09.1941)
- самоходно-артиллерийский полк
- медсанбат
- разведывательная рота
- отдельная рота связи
- отдельный зенитный артиллерийский дивизион
- автотранспортная рота         https://bdsa.ru/armiya/divizii-no/3-leningradskaya-strelkovaya-diviziya-narodnogo-opolcheniya-frunzenskogo-rajona/ Архивная копия от 14 ноября 2021 на Wayback Machine
- 194-я ППС[5]

## Подчинение
| Дата            | Фронт (округ)    | Армия                                   | Корпус (группа) | Примечания                      |
| --------------- | ---------------- | --------------------------------------- | --------------- | ------------------------------- |
| 07.07.1941 года | Северный фронт   | Ленинградская армия народного ополчения | -               | -                               |
| 01.08.1941 года | Северный фронт   | 7-я армия                               | -               | -                               |
| 01.09.1941 года | Карельский фронт | 7-я армия                               | -               | Группа войск Южного направления |
| 01.10.1941 года | -                | 7-я отдельная армия                     | -               | как 49-я стрелковая дивизия     |

## Командиры
- Нетреба, Василий Гаврилович, полковник — (03.07.1941 — 15.08.1941)
- Алексеев, Зиновий Нестерович, полковник — (15.08.1941 — 24.09.1941)
- Судаков, Фёдор Павлович, генерал-майор — (24.09.1941 — 02.10.1941)
- Алексеев, Зиновий Нестерович, полковник — (02.10.1941 — 28.10.1941)

## Память

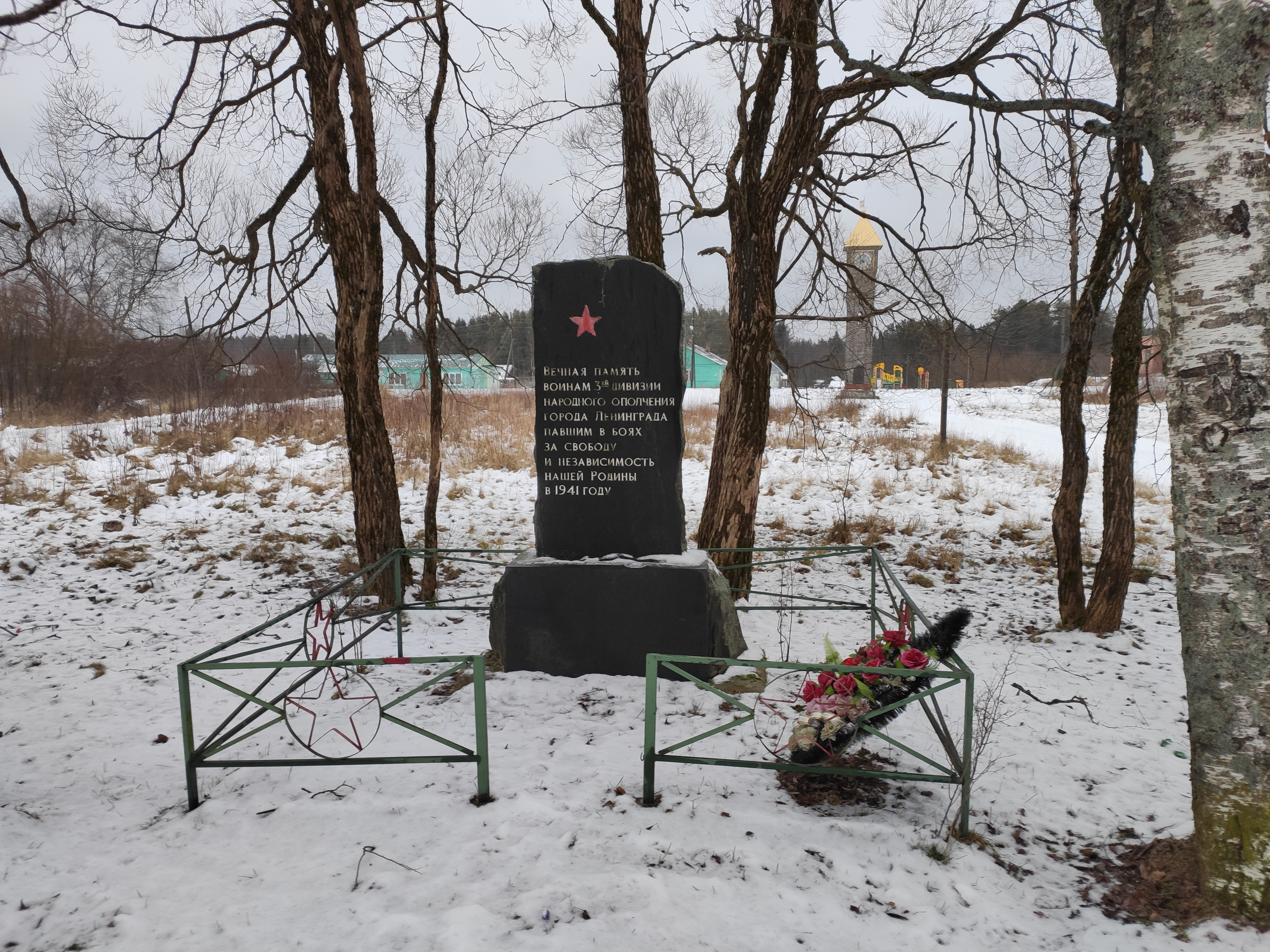
Памятник воинам 3-й Ленинградской дивизии народного ополчения в пос. Ладва-Ветка

- В Санкт-Петербурге, на улице Правды, 20 Архивировано 25 августа 2011 года., где формировалась дивизия, имеется мемориальная доска[7].
- В Санкт-Петербурге в сквере между домами 8 и 12 на проспекте Славы имеется памятник Архивировано 25 августа 2011 года. в честь ополченцев 3-й Ленинградской дивизии народного ополчения[8].
- В лицее № 299 Архивировано 25 августа 2011 года. Санкт-Петербурга работает музей боевой славы 3-й Ленинградской дивизии народного ополчения[9].
- В Санкт-Петербурге, в Политехническом университете, работает музей Боевой Славы, в составе которого имеется экспозиция, посвященная 3-му (Выборгскому) полку народного ополчения 3-й Ленинградской дивизии народного ополчения[10].
- В Сяндебе (Олонецкий район) есть два мемориала Архивировано 25 августа 2011 года., посвящённых памяти ополченцев 2-го и 3-го полков, сражавшихся здесь летом 1941 года[11].
- В Санкт-Петербургском государственном бюджетном учреждении "Подростково-молодёжный досуговый центр «Фрунзенский» существует подростково-молодёжный клуб им.3-й Ленинградской стрелковой дивизии народного ополчения Фрунзенского района[12].
- В Петрозаводске, на ул. Ленинградской, у д. 22 установлен памятный знак.
- В посёлке Ладва-Ветка в сквере у здания клуба в июне 1976 года был установлен обелиск из полированного габбро-диабаза с надписью: «Вечная память воинам 3-й дивизии народного ополчения года Ленинграда, павшим в боях за свободу и независимость нашей Родины в 1941 году»[13]

## Комментарии
1. ↑  С 24.09.1941 по 28.10.1941 дивизия носила наименование 49-й стрелковой дивизии, не имеющей отношения к 49-й стрелковой дивизии обоих формирований. При этом о факте короткого существования 49-й стрелковой дивизии получается 2-го формирования мало кому известно, и более того — это формирование отсутствует в официальных справочниках